# Meteorologiåret 1971

## Händelser

### Januari
- 1 januari – Ihållande snöfall ökar snödjupet i Dannemora, Sverige från 12 centimeter den 30 december 1970 till 89 centimeter i dag [1].
- 4 januari – En snöstorm drabbar övre mellanvästra USA [2].
- 23 januari – I Prospect Creek, Alaska, USA uppmäts temperaturen - 62 °C (−80 °F), vilket blir USA:s lägst uppmätta temperatur någonsin [3].

### Februari
- 10 februari – Underkylt regn och snö i USA lämnar områden runt Virginia strömlösa i 5 dagar [4].

### Mars
- 4 mars – I Vuoggatjålme, Sverige uppmäts temperaturen - 45,8 °C vilket då är Sveriges lägst uppmätta temperatur för månaden [5].
- 6 mars – I Rosaplatån, Aostadalen, Italien uppmäts temperaturen - −34,6 °C (−30,3 °F), vilket blir Italiens lägst uppmätta temperatur någonsin [6].

### Maj
- 1 maj – I Couvddatmohkki, Norge noteras norskt köldrekord för månaden med - 25,0 °C innan temperaturen går till -0 °C [7].
- 31 maj – I Överkalix-Svartbyn, Sverige noteras + 30,6 °C vilket blir den absolut högsta temperatur som noterats i Norrland under månaden [8].

### Juli
- 30 juli – Kyla i Minnesota, USA med frost i norr och temperaturer runt fryspunkten i söder [9].

### September
- 2 september - Orkanen Edith börjar bildas i den tropiska delen av östra Atlanten.[10]

### Oktober
- 28 oktober – En snöstorm härjar i Klippiga bergen, USA [11].
- 31 oktober – En snöstorm härjar i Minnesota, USA. 8 inch uppmäts i Caribou [11].

### November
- November - Med medeltemperaturen –17,8  °C, hela 8,4 grader under det normala, upplever Karasjok Norges kallaste novembermånad någonsin [12].
- 27 november – Kraftiga snöfall härjar i Minnesota, USA [13].

### December
- 15 december – En snöstorm härjar i Minnesota, USA med 10 inch snö i Duluth [14].

### Okänt datum
- Rutinmässiga 5-dygnsprognoser för vädret genomförs nu i hela Norge [15].
- Torne älv i Sverige drabbas av svår islossning [16].

## Födda
- Okänt datum – Rob Haswell, kanadensisk meteorolog.

## Avlidna
- 21 maj – Johannes Letzmann, estländsk meteorolog.
- 2 juli – Hans Ertel, tysk meteorolog.

### Fotnoter
1. ↑  SMHI
2. ↑  ”Arkiverade kopian”. Arkiverad från originalet den 21 juli 2010. https://web.archive.org/web/20100721154003/http://climate.umn.edu/pdf/day_in_weather_history/january_wx_history.pdf. Läst 16 februari 2011.
3. ↑  National Climate Extremes Committee Arkiverad 29 augusti 2009 hämtat från the Wayback Machine.. National Climatic Data Center. Läst 11 februari 2009.
4. ↑  ”Arkiverade kopian”. Arkiverad från originalet den 26 juli 2010. https://web.archive.org/web/20100726102650/http://www.climate.umn.edu/pdf/day_in_weather_history/february_wx_history.pdf. Läst 16 februari 2011.
5. ↑  SMHI Arkiverad 9 september 2010 hämtat från the Wayback Machine.
6. ↑  ”SCIA”. Scia.sinanet.apat.it. Arkiverad från originalet den 28 februari 2014. https://web.archive.org/web/20140228120035/http://www.scia.sinanet.apat.it/home_eng.asp. Läst 20 augusti 2010.
7. ↑  MET
8. ↑  ”SMHI”. Arkiverad från originalet den 28 maj 2010. https://web.archive.org/web/20100528003349/http://www.smhi.se/nyhetsarkiv/hogsommarvarme-i-norra-sverige-1.11111. Läst 6 februari 2011.
9. ↑  ”Arkiverade kopian”. Arkiverad från originalet den 21 juli 2010. https://web.archive.org/web/20100721153842/http://climate.umn.edu/pdf/day_in_weather_history/july_wx_history.pdf. Läst 16 februari 2011.
10. ↑  Hurricane Edith
11. 1 2  ”Arkiverade kopian”. Arkiverad från originalet den 26 juli 2010. https://web.archive.org/web/20100726102332/http://www.climate.umn.edu/pdf/day_in_weather_history/october_wx_history.pdf. Läst 16 februari 2011.
12. ↑  MET
13. ↑  ”Arkiverade kopian”. Arkiverad från originalet den 16 juli 2010. https://web.archive.org/web/20100716104924/http://www.climate.umn.edu/pdf/day_in_weather_history/november_wx_history.pdf. Läst 16 februari 2011.
14. ↑  ”Arkiverade kopian”. Arkiverad från originalet den 15 december 2010. https://web.archive.org/web/20101215013148/http://climate.umn.edu/pdf/day_in_weather_history/december_wx_history.pdf. Läst 16 februari 2011.
15. ↑  MET
16. ↑  SMHI